# Dick Toering

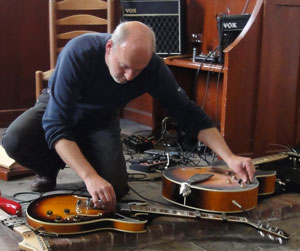
Dick Toering, Kirche Oostum

Dick Toering (*  1958 in Almelo) ist ein niederländischer Gitarrist.

## Werdegang
Dick Toering absolvierte ein Studium bei Willem van Lier am Prins Claus Conservatorium Groningen. Toering spielt klassische und elektrische Gitarre und ist Komponist mit Schwerpunkt auf zeitgenössische, experimentelle und improvisierte Musik.
Der klassisch ausgebildete Gitarrist Dick Toering spielte in verschiedenen Rockbands. Die wichtigste war Kleg, von der die zweite CD von Lee Ranaldo, dem Gitarristen der Band Sonic Youth produziert wurde. Andere Bands waren Soom (mit Ivo Bol, Henri Alles und Wim Sebo) und Lister, für die  Dick Toering die meisten Stücke selbst komponierte.
Auffallend in Toerings Schaffen ist die Kombination von klassischer und elektrischer Gitarre sowie Komposition: „Gitarrist Dick Toering hat die Gabe, sich musikalischer Schönheit hinzugeben.“ (Concertzender Amsterdam). „Toering macht ausgesprochen essentielle Musik, die direkt anspricht...“ (Moors Magazine)
Dick Toering arbeitete im Laufe der Jahre mit verschiedenen Musikern und Komponisten zusammen, unter anderem mit David Dramm, Johanna Varner, Han Bennink, Meinrad Kneer und Keir Neuringer.
Toerings Gitarrenstil ist durch analoge Geräuscheffekte und präparierte Gitarre gekennzeichnet. Seit 2009 spielt Dick Toering in verschiedenen Ensembles mit der österreichischen Cellistin Johanna Varner. Er spielte auch zahlreiche Hörspielaufnahmen  mit Johanna Varner, unter der Regie von Horst Konietzny für den Bayerischen Rundfunk ein. Nach dem Duoalbum fragile bones of music mit Roland Graeter präsentierte er 2011 sein Soloalbum quiet music never ends. Vor allem mit dem Boreas Duo mit klassischer Gitarre und Cello hatte Dick Toering in Deutschland, Österreich und den Niederlanden zahlreiche Auftritte und eine CD Boreas Duo: music for a while herausgebracht. Seit 2013 ist er Mitglied im niederländischen Ensemble Klangwelt Station mit Johanna Varner und dem deutschen Kontrabassisten Meinrad Kneer.
2020 soll seine erste klassische Solo-CD mit Musik von Johann Sebastian Bach, Joaquín Rodrigo und Fernando Sor erscheinen. Er wohnt und arbeitet in der niederländischen Provinz Groningen.

## Diskografie
- 1991: Kleg: eating & sleeping (Henk Jansen, Horst Rickels)
- 1993: Kleg: Zing (Lee Ranaldo)
- 2007: Lister: Cold start (Dick Toering)
- 2009: Lister: Electrisch vuur (Dick Toering)
- 2010: Johanna Varner: SOLO (Listermusic) producer Dick Toering
- 2011: Dick Toering & Roland Graeter: fragile bones of music  (Listermusic) producer Dick Toering
- 2011: Ammü Quartet: Ümma (Listermusic) producer Dick Toering
- 2011: Dick Toering: Quit music never ends  (Listermusic) producer Dick Toering
- 2012: Toering, Varner, Treuheit: usquert 1-11  (Listermusic) producer Dick Toering
- 2012: Klangwelt Station: The music exhibition, Johanna Varner, Meinrad Kneer,  (Listermusic) producer Dick Toering
- 2018: Boreas Duo: Klassieke CD Johanna Varner, Cello Dick Toering Guitar  (Listermusic) producer Dick Toering